# 811
- рік темного металевого зайця за Шістдесятирічним циклом китайського календаря.

Раннє Середньовіччя. Епоха вікінгів. Реконкіста.
У Східній Римській імперії завершилося правління Никифора I. Після короткого перебування на троні Ставракія, василевсом став Михаїл I Рангаве. Імператор Заходу Карл Великий править Франкським королівством. Північ Італії належить Франкському королівству, Рим і Равенна під управлінням Папи Римського, герцогства на південь від Римської області незалежні, деякі області на півночі та на півдні належать Візантії. Піренейський півострів, окрім Королівства Астурія, займає Кордовський емірат. В Англії триває період гептархії. Існують слов'янські держави: Карантанія, як васал Франкського королівства, та Перше Болгарське царство.
Аббасидський халіфат очолює аль-Амін. У Китаї править династія Тан. В Індії почалося піднесення імперії Пала. У Японії триває період Хей'ан. Хозарський каганат підпорядкував собі кочові народи на великій степовій території між Азовським морем та Аралом. Територію на північ від Китаю займає Уйгурський каганат.
На території лісостепової України в IX столітті літописці згадують слов'янські племена білих хорватів, бужан, волинян, деревлян, дулібів, полян, сіверян, тиверців, уличів. У Північному Причорномор'ї співіснують різні кочові племена, зокрема булгари, хозари, алани, тюрки, угри, кримські готи. Херсонес Таврійський належить Візантії.

## Події
- 26 липня в битві Вирбиській ущелині з булгарами, яких очолював хан Крум, загинув візантійський імператор Никифор I. Василевсом проголошено його сина Ставракія, але він теж зазнав важкої рани в тій же битві й незабаром помер. 1 жовтня, усунувши Ставракія, на візантійський трон зійшов Михаїл I Рангаве.
- Римський імператор Карл Великий послав чотири армії на Ельбу, на Дунай, на Ербо та в Бретань.
- Укладено мирний договір між Франкським королівством та Данією. Франки почали відбудовувати Гамбург, знищений минулого року велетами.
- На Піренейському півстрові франки на чолі з Людовиком Благочестивим взяли Туртозу.
- Людовик Благочестивий залишився єдиним спадкоємцем Карла Великого після смерті свого брата Карла Юного.
- Розпочалася четверта фітна, громадянська війна в ісламському світі між халіфом аль-Маміном та його братом аль-Мамуном.
- Вікінги напали на узбережжя Ірландії.